# Alpha Phi Omega
Koordinaten: 39° 2′ 36,2″ N, 94° 24′ 16,7″ W
Alpha Phi Omega (ΑΦΩ, auch APO) ist die größte Fraternity der USA und vereint vor allem ehemalige Pfadfinder. 
Alpha Phi Omega wurde 1925 am Lafayette College gegründet. In den Jahren nach dem Zweiten Weltkrieg wuchs sie rasant. 1950 gab es 227 Chapter in den USA. Im selben Jahr wurde auch das erste auf den Philippinen gegründet. 1976 wurde die Mitgliedschaft auch für Frauen geöffnet.
Heute gibt es weltweit über 600 aktive Chapter und mehr als 400.000 Mitglieder.